# 十万山瑶族乡
十万山瑶族乡是中华人民共和国广西壮族自治区防城港市防城区下辖的一个民族乡。
2013年3月19日广西壮族自治区政府批准将十万山华侨林场设立防城港市防城区十万山瑶族乡。

## 行政区划
十万山瑶族乡下辖以下村级行政区划单位：
波茶社区、沙平村、木排村、垌平村、那稔村和四方岭村。